# مصداقیت
زبان مصداقی یا مصداقیت (انگلیسی: Extensionality) به مفاهیم و اصولی اشاره دارد که برابری و تساوی چیزها را بر پایه وجود ویژگی‌های خارجی یکسان مابین آن‌ها مورد قضاوت قرار می‌دهد.

## مصداق و معنی
همواره باید مابین مصداق و معنا تمایز قائل شویم. مصداق‌های یک کلمه به مجموعهٔ چیزها و موجوداتی گفته می‌شود، که آن واژه از بین تمامی چیزها برمی‌گزیند، در حالی که، معانی آن به منظورهای ذاتی و مفاهیمی گفته می‌شود که با آن کلمه نمایان و تحریک می‌گردد.

### مثال‌ها
۱. زن
پاره‌ای از مصادیق: پروین اعتصامی، و ماری کوری که این یک وجه نمادین (وجهی که در آن دال مشابهتی با مدلول ندارد بلکه اختیاری یا صرفاً قراردادی است چنان که رابطه میان دال و مدلول باید آموخته شود یا شناخته شده باشد مثل یک کلمه، چراغ، راهنما، پرچم یا عدد) است و مصداق در آن معنی پیدا می‌کند.
پاره‌ای از معانی: مؤنث بودن، و انسان بودن این یک وجه شمایلی (وجهی که در آن مدلول بخاطر شباهتش با دال فهمیده می شود مانند شباهت در شکل، رنگ، صدا، لامسه، طعم، بو و غیره) است و شمایل در آن مطرح می‌شود.

## پانوشته‌ها
1. ↑   Extension
2. ↑   Intension